# Siklag
Siklag (verouderd: Ziklag) (Hebreeuws: צִקְלַג) was in de Hebreeuwse Bijbel een stad die was gelegen in de Negev regio in het zuiden van het koninkrijk Juda (Jozua 15:31) en was toegewezen aan de stam Simeon (Jozua 19:5). 

## Siklag in de Hebreeuwse Bijbel
In 1 Samuel 27 staat dat David voor de Israëlische koning Saul vluchtte naar koning Achis van Gat. Aan deze Filistijnse koning vroeg David of hij in Siklag mocht verblijven. Achis dacht dat David door zijn landgenoten was verstoten, dus vond het goed.
In het verhaal in 1 Samuel 30:1-31 staat dat in de tijd van David de Amalekieten Siklag hadden overvallen en in de as hadden gelegd. Ze hadden alle vrouwen meegenomen, inclusief die van David en zijn troepen. David zette de achtervolging in, overwon de Amalekieten en haalde de volledige buit, inclusief vrouwen, terug.

## Locatie
De exacte ligging van Siklag is niet bekend. Eind negentiende eeuw werden de plaatsen Haluza (bij wadi Asluj ten zuiden van Beër Sjeva) en Khirbet Zuheilqah (gelegen ten noordwesten van Beër Sjeva en ten zuidoosten van Gaza stad) gesuggereerd.
Moderne historici geven de voorkeur aan Tell Sera (Tel esh-Sharia) gelegen op 7 kilometer ten oosten van Gerar en 22 kilometer ten noordwesten van Beër Sjeva. Anderen opteren voor Tell Halif.